# Антифауст
«Антифауст» — российско-немецкий фильм в жанре драмы и мистико-романтической авангардной феерии, снятый режиссёром Георгом Фризеном в 1993 году.

## Сюжет
История падшего ангела Гильберта, вернувшегося на Землю ради того, чтобы убить собственную дочь.

## Съёмочная группа
- Режиссёр и сценарист — Георг Фризен.
- Продюсеры — Татьяна Воронецкая, Юрий Должиков
- Операторы — Владимир Брыляков, Дмитрий Ермаков.
- Художник-постановщик — Раис Нагаев.
- Производство — Кинокомпания «Россфильм», фирма «Вторс», фирма «Ост-Вест» Варенхандель» (Германия)
- Монтажёр — Светлана Гуральская.
- Музыка — группа «Фантом», Олег Костров, Михаил Малин, Олег Гитаркин.
- Звукорежиссёры — Михаил Буянов, Игорь Замотаев, Юрий Голядкин, Татьяна Друбич

### Актёры и роли
- Гильберт — Виктор Авилов
- Горбун Леопольд, помощник Гилберта — Вадим Гемс
- Анна, дочь Гильберта — Ирина Сидорова
- Мак, журналист газеты «Вечерняя жизнь» — Денис Карасёв
- Пастушка — Ольга Бешуля
- Януш — Кирилл Дубровницкий
- Монах Бйорн, брат Анны — Александр Кузьмичёв

## История создания
Георг Фризен приехал в Москву в начале 1990-х годов и поступил во ВГИК, где попал в мастерскую Сергея Соловьёва и проучился с 1990 до 1995 года. В 1993 друзья Георга Фризена предложили ему спродюсировать фильм на деньги от продажи водки, на что он согласился. Фризен был вдохновлён творчеством Питера Гринуэя и ориентировался на немецкий экспрессионизм 1920-х. Главная роль в фильме досталась Виктору Авилову. Прокатом фильма занимались друзья Георга от имени фирмы «MMM» (Multi-Media Marketing).

## Судьба фильма
Долгое время фильм считался утерянным, пока в 2021 году люди из сообщества From Outer Space не оцифровали копию с VHS-кассеты, хранившейся у одного из операторов, Дмитрия Ермакова. Затем они организовали сбор денег на оцифровку копии на 35мм-плёнке из Госфильмофонда, после чего и эта копия была оцифрована.
21 мая 2022 года фильм был показан во Владивостоке в рамках ежегодной акции «Ночь музеев»